# (10332) Défi
(10332) Défi est un astéroïde de la ceinture principale.

## Description
(10332) Défi est un astéroïde de la ceinture principale. Il fut découvert le 13 mai 1991 à l'Observatoire Palomar par Carolyn S. Shoemaker et David H. Levy. Il présente une orbite caractérisée par un demi-grand axe de 2,56 UA, une excentricité de 0,15 et une inclinaison de 15,7° par rapport à l'écliptique.

## Compléments